# L'Entremetteuse (van Honthorst)
Pour l’article homonyme, voir L'Entremetteuse.
L'Entremetteuse est un tableau du peintre d’Utrecht Gerrit van Honthorst ; c’est une peinture à l’huile de 1625 sur une surface de 71 par 104 centimètres. Ce tableau sur panneau fait partie de la collection du Centraal Museum qui l’a acquis en 1951 grâce au soutien de la Vereniging Rembrandt.

## Contexte
Van Honthorst a fait partie de l’École caravagesque d'Utrecht. De 1610 à 1620, il a séjourné en Italie, où il s’est spécialisé dans des pièces nocturnes au clair-obscur prononcé, ce qui lui a valu le surnom de Gerardo delle Notti.

## Description
Le tableau présente une jeune femme au décolleté provocant et souriant de manière aguicheuse ; elle est accompagnée d’un homme qui porte une bourse dans sa main et d’une vieille femme. Tous se trouvent dans un espace peu profond. La lumière de la bougie sur la table accentue le décolleté de la jeune femme et ses vêtements colorés et portant des plumes. A gauche, une vieille entremetteuse, dont une dent sort de sa bouche fermée, garde l’œil sur ce qui se passe. Le luth, dans cette situation, fait référence à un objet de prostituées et possède donc une signification érotique. Le luth est également un symbole pour les organes génitaux féminins et la luxure. Le tableau abonde en contrastes, non seulement entre lumière et obscurité, mais aussi entre jeunesse et vieillesse. Un bout du mamelon droit de la jeune femme s’aperçoit à peine.
Une peinture sur un thème similaire est due à un confrère de Van Honthorst, Dirck van Baburen. Ce personnage de jeune femme apparaît également dans d’autres tableaux de Van Honthorst.